# Geoètica

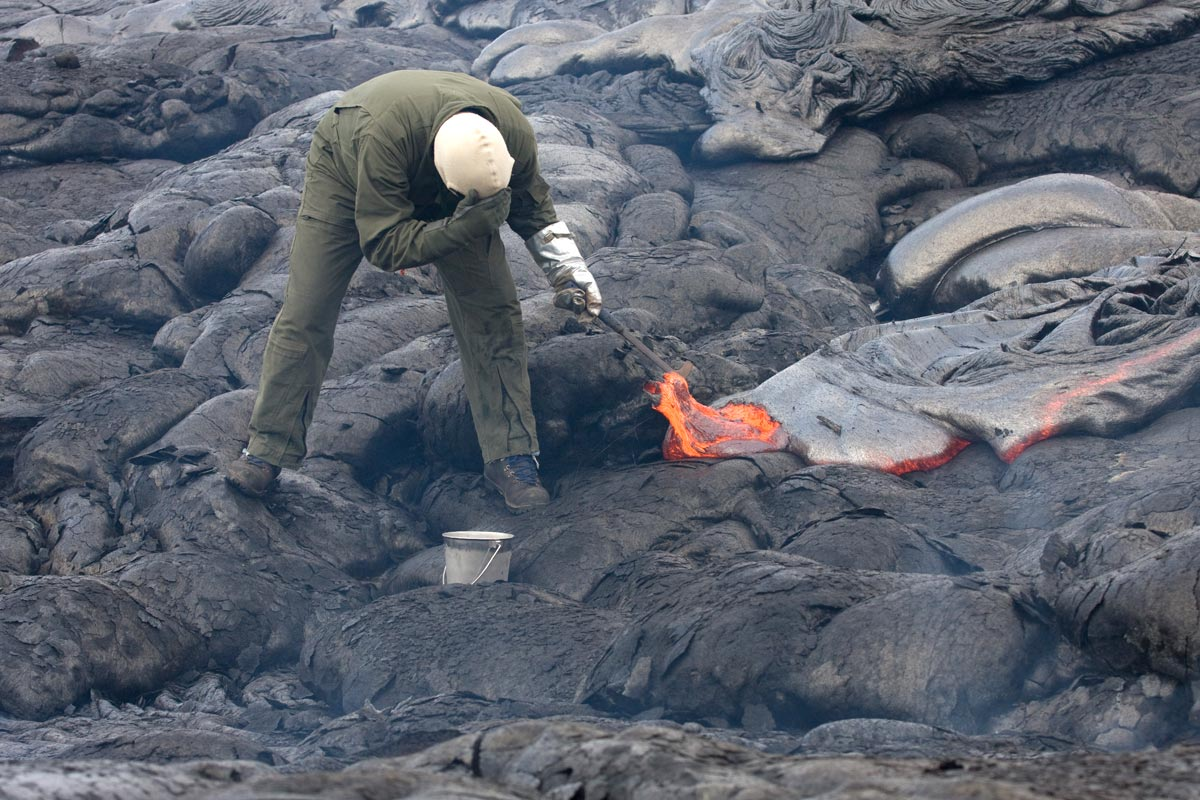
Geòleg recollint una mostra de lava al volcà Kilauea.

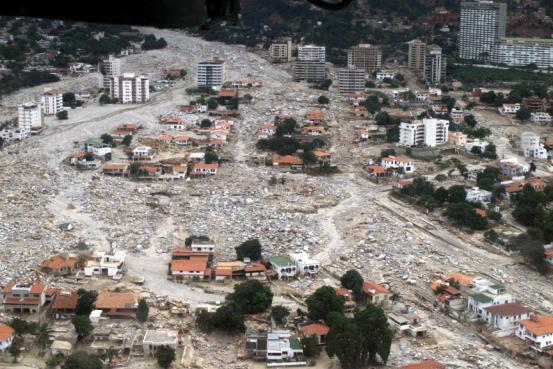
Riscos geològics: devessall de fang i blocs a Caraballeda (Veneçuela) el 1999.

La geoètica tracta les relacions entre l'home i el seu entorn abiòtic —dins l'àmbit de les ciències de la Terra i planetàries— des d'un punt de vista ètic i de la deontologia dels professionals relacionats amb elles. S'ocupa de les pràctiques científiques, tècniques, educatives, socials i culturals lligades a la sostenibilitat, desenvolupament, geodiversitat, patrimoni geològic, explotació racional dels recursos minerals, responsabilitat en la predicció i mitigació de riscos naturals, entre d'altres, tant a la Terra com, contemplant el futur, en altres cossos espacials. El geòleg txec Válclav Němec, considerat com el «pare» de la geoètica, fou qui la va proposar el 1991 com la interrelació entre l'ètica i les geociències.
S'hi han desenvolupat dues societats científiques dedicades a la promoció i desenvolupament de la geoètica, ambdues sota l'auspici de la Unió Internacional de Ciències Geològiques: la International Association for Geoethics (IAGETH) i la International Association for Promoting Geoethics (IAPG). A altres nivells, les associacions i col·legis professionals estan incorporant els principis geoètics en els seus codis deontològics.

## Principis
A més dels principis deontològics d'honestedat, integritat, secret professional, competència lleial, etc., comuns amb altres professions, la geoètica estableix altres principis propis en els quals ha de basar-se el comportament dels geòlegs:
- Principi de cautela o precaució, quan hi ha possibilitat de risc. Els nous avanços tecnològics poden implicar riscos o dilemes ètics que cal tenir en compte abans de la seva aplicació.
- Sostenibilitat, aplicable al desenvolupament socioeconòmic i amb perspectiva global. L'explotació de recursos ha de ser respectuosa amb el medi ambient.
- Geoconservació. La recerca geològica i l'explotació de recursos no han de destruir o danyar el patrimoni geològic no renovable (afloraments únics, fòssils, etc.).
- Seguretat humana. Indueix als geòlegs a aportar tot el seu coneixement i experiència en la prevenció i mitigació de riscos geològics, buscant la seguretat de persones i medi ambient, incloent-hi el deure informar a les autoritats i a la societat amb serietat i rigor científic. Tanmateix aquest principi fa referència a cercar solucions en la millora de les condicions de vida i reducció de la pobresa basades en recursos geològics.